# ISO 16016
Die ISO 16016, Technische Produktdokumentation – Schutzvermerke zur Beschränkung der Nutzung von Dokumenten und Produkten, aktuelle DIN-Ausgabe vom August 2017, schlägt die einheitliche Kennzeichnung von Schutzrechten in der technischen Produktdokumentation vor.

## Allgemein
Primär richtet sich der Umfang des Schutzes nach den gesetzlichen Bestimmungen, darüber hinaus empfehlen sich zusätzliche warnende, klarstellende und der Nachweiserleichterung dienende Hinweise. Der Rechtsinhaber verdeutlicht damit, dass er den gesetzlichen Schutz in vollem Umfang in Anspruch nimmt und die Verwertung von Dokumenten und Produkten auch über den Rahmen des gesetzlichen Schutzes hinaus einschränken möchte. Eine volle Schutzwirkung kann im Regelfall nur durch entsprechende vertragliche Vereinbarungen der Beteiligten erreicht werden.
Wenn nationale Gesetze oder Anforderungen an den nationalen Handel (etwa den Gebrauch der Landessprache) zusätzliche oder andere Anforderungen benötigen, sind diese ebenfalls zu beachten.

## Kennzeichnung von Schutzrechten
Die Kennzeichen sollen auf ein bestehendes Schutzrecht hinweisen, um zu vermeiden, dass es durch andere verletzt wird. Sie dürfen auch bei der Nennung oder Zitierung der Dokumente oder Produkte in anderen Veröffentlichungen, wie beispielsweise Katalogen, Prospekten oder Angeboten, verwendet werden.
Die Mitteilung von Informationen über die Dokumente oder Produkte wird durch die Schutzvermerke nicht berührt, dies geschieht durch den Satz im nächsten Abschnitt. Der Urheberrechtsschutz bezieht sich nur auf das Verbot der physischen Vervielfältigung. Die anderen drei beziehen sich auf das Verbot die zugrundeliegende technische Lehre oder das Design gewerblich zu nutzen.
| Rechte           | Symbol | Beschreibung                   | Verwendung                                                        | Alternativ / (von)                        |
| ---------------- | ------ | ------------------------------ | ----------------------------------------------------------------- | ----------------------------------------- |
| Urheberrecht     | © Ⓒ    | Copyrightzeichen „C im Kreis“, | © <Name des Rechteinhabers> <Jahreszahl der Erstveröffentlichung> | „Copyright reserved“                      |
| Patent           | Ⓟ      | „P im Kreis“                   | Ⓟ <Ländercode> <Registriernummer> <Schriftenartcode>              |                                           |
| Gebrauchsmuster  | Ⓤ      | „U im Kreis“                   | Ⓤ <Ländercode> <Registriernummer> <Schriftenartcode>              | (Utility model)                           |
| Geschmacksmuster | Ⓓ      | „D im Kreis“                   | Ⓓ <Ländercode> <Registriernummer>                                 | „eingetragenes Geschmacksmuster“ (Design) |

Beispiel für einen Patenthinweis: Ⓟ FR 2 775 254 A1
- Zur Darstellung hier werden Unicode-Zeichen verwendet, es gilt aber die einfache Beschreibung „Buchstabe ? in einem Kreis“ und kann daher auch grafisch erstellt werden. Ist eine Verwendung der Symbole nicht möglich, so muss die vollständige Benennung des Schutzrechtes erfolgen. Beispielsweise: „Gebrauchsmuster CH 679439 B5“
- Der Urheberrechtsvermerk entspricht Artikel III, Abs. 1 des Welturheberrechtsabkommen, welches zusätzlich vorsieht, dass die Anbringung an einer Stelle erfolgt, die den Vorbehalt des Urheberrechts genügend zum Ausdruck bringt.
- Auch wenn ein Werk nicht den Schutz des Urheberrechtsgesetzes genießt, etwa weil ein beschreibender Text keine geforderte Schöpfungshöhe erreicht, kann im gewerblichen Bereich in bestimmten Fällen das Lauterkeitsrecht gegen einfaches Kopieren („Schmarotzen an fremder Leistung“ bzw. „sklavische Nachahmung“) zur Anwendung kommen.[1][2][3]
- Das Patentzeichen ist nicht mit dem Zeichen „SOUND RECORDING COPYRIGHT“ (Zeichen für phonographische Rechte: ℗ ) zu verwechseln, nach dem nur eine Jahreszahl steht. (→ Copyrightzeichen)
- Ist ein Patent nur angemeldet, aber noch nicht erteilt, muss dies einwandfrei erkennbar sein, etwa indem statt des Ⓟ die Formulierungen „Patent angemeldet“ oder „Patent pending“ verwendet werden.[4]
- Der Ländercode ist nach WIPO-Standard ST.3 anzugeben.[5] Dieser entspricht der üblichen ISO 3166-1 und ist um Codes für internationale Organisationen auf dem Gebiet des gewerblichen Rechtsschutzes ergänzt.
- Der Schriftenartcode ist nach WIPO-Standard ST.16 anzugeben.[6]

Die Zeichen Ⓟ, Ⓤ und Ⓓ wurden von Patentanwalt Helge B. Cohausz 1992 vorgeschlagen und in die Normen DIN 34 und ISO 16016 eingeführt. Das Registriert-Zeichen ® ist nicht Teil der Norm, wird aber oft mitgenannt.

## Schutzvermerk für Dokumente
Unter Punkt 5 ist ein genormter Wortlaut für Dokumenten-Schutzvermerke enthalten, dessen Anbringung zum zusätzlichen Schutz des Inhaltes, beziehungsweise der enthaltenen Information empfohlen wird. Der einheitliche Text soll helfen bei der Zusammenarbeit mit externen Dienstleistern oder Lieferanten das Betriebsgeheimnis zu wahren, indem er auf die Existenz von Schutzrechten hinweist und besonders in diesem Fall verdeutlicht, dass der Rechtsinhaber den gesetzlichen Schutz in vollem Umfang in Anspruch nimmt und die Verwertung von Dokumenten und Produkten auch über den Rahmen des gesetzlichen Schutzes hinaus einschränken möchte.

“The reproduction, distribution and utilization of this document as well as the communication of its contents to others without express authorization is prohibited. Offenders will be held liable for the payment of damages. All rights reserved in the event of the grant of a patent, utility model or design.”

„Weitergabe sowie Vervielfältigung dieses Dokuments, Verwertung und Mitteilung seines Inhalts sind verboten, soweit nicht ausdrücklich gestattet. Zuwiderhandlungen verpflichten zu Schadenersatz. Alle Rechte für den Fall der Patent-, Gebrauchsmuster- oder Designeintragung vorbehalten.“

- An Stelle des Wortes „Dokument“ kann auch eine passende konkrete Benennung eingesetzt werden, wie „Zeichnung“, „Bedienungsanleitung“ oder Ähnliches.
- Wenn vorgesehen ist, Dokumente fremdsprachigen Partnern zu überlassen, kann eine der 13 weiteren Übersetzungen im Anhang A verwendet werden. (Tschechisch, Dänisch, Spanisch, Französisch, Italienisch, Japanisch, Niederländisch, Norwegisch, Polnisch, Portugiesisch, Russisch, Schwedisch und Chinesisch)
- Diese Nutzungseinschränkung kann gegebenenfalls durch eine schriftliche Einwilligung des Schutzrechtsinhabers aufgehoben werden.

Ist die Zitierung der Langfassung nicht zweckmäßig, etwa in Schriftfeldern von kleinen technischen Zeichnungen (bei großen sollte sich ein Platz an einem Rand finden), Präsentationen oder Ähnlichem, so kann eine Kurzform verwendet werden. Sie sollte aber möglichst vermieden werden.

“Refer to protection notice ISO 16016.”

„Schutzvermerk ISO 16016 beachten.“

Neben den gesondert geregelten Bereichen der registrierten immateriellen Güter des zweiten Satzes der Langversion findet der erste Satz in den deutschsprachigen nationalen Wettbewerbsrechten eine gesetzliche Grundlage:
- Deutschland: Für Externe: § 18 UWG (Verwertung von Vorlagen); für Interne: § 17 (Verrat von Geschäfts- und Betriebsgeheimnissen)
- Österreich: Verletzung von Geschäfts- oder Betriebsgeheimnissen / Mißbrauch anvertrauter Vorlagen: Für Externe: § 12 UWG; für Interne: § 11 UWG[9]
- Schweiz (& gleichlautend in Liechtenstein): Art. 5 UWG (Verwertung fremder Leistung) und Art. 6 UWG (Verletzung von Fabrikations- und Geschäftsgeheimnissen)

### Erhöhung der Vertraulichkeitseinstufung
Nicht in der Norm geregelt, aber gegebenenfalls zweckmäßig sind abgestufte weitere Vertraulichkeitseinstufungen wie „Vertraulich“/„Confidential“ und Vergleichbares, ähnlich den Geheimhaltungsstufen der Behörden oder des Militärs. Als Beispiel kann die Einteilung der Firma Linde AG mit fünf Vertraulichkeitsstufen hergenommen werden.

### Abweichende Verwendung
Manche Firmen haben den Schutzvermerk, besonders die Kurzversion, standardmäßig in ihren Dokumentvorlagen enthalten und verwenden es damit bei fast jedem Dokument. Viele auffindbare Dokumente werden von den Rechteinhabern dann absichtlich ins Internet gestellt, und der Formulierung nach dürfte niemand über die betreffenden Inhalte sprechen, ohne sich von der Firma die ausdrückliche Erlaubnis geholt zu haben.
Man findet den Vermerk auch in sehr allgemeinen, öffentlich vorgetragenen Präsentationen ohne besondere Betriebsgeheimnisse und auch extra auf einfachen Datenblättern für Kunden und öffentlich verteilten Produktprospekten. ISO 16016 ist kein internationaler Urheberrechtsstandard oder -vermerk. Formulierungen wie „Diese Zeichnung ist nach DIN ISO 16016 urheberrechtlich geschützt.“; „Protected by ISO 16016“; „All rights reserved conform to ISO 16016“; „Urheberschutzvermerk siehe DIN ISO 16016“; „Wir behalten uns alle Rechte gemäß DIN ISO 16016 vor.“; „Alle Rechte vorbehalten. (DIN ISO 16016)“; „Zeichnung geschützt nach DIN 34“ sind demzufolge inhaltlich falsch.

## Vorgänger
Die Norm ist die internationale Erweiterung der im Mai 2002 zurückgezogenen DIN 34 und ist in Deutschland als DIN ISO 16016 veröffentlicht.
- Vorgängerversionen als DIN 34 waren: 1927-04, 1933,03, 1956x-08, 1977-10, 1998-01
- Gegenüber DIN 34: 1998-01 wurde der Begriff „Dokument“ (jetzt sind alle Medien erfasst wie Unterlagen, Dateien, Programme, Bilder, Videos und gespeicherte Töne) und der Wortlaut der Kurzfassung des Schutzvermerkes geändert (ehemals „Schutzvermerk nach DIN 34 beachten“) und die Möglichkeit der Nennung des Schutzrechtsnamens, anstelle der alleinigen Verwendung Symbolen hinzugefügt.
- Gegenüber DIN ISO 16016: 2002-05 wurde eine missverständliche Übersetzung[12] berichtigt und in den Übersetzungen im Anhang ein Wort im polnischen Text und eines im englischen Text ersetzt.

## Weblink
- Inhaltsverzeichnis der DIN ISO 16016:2007-12 beim Deutschen Institut für Normung